# OgreOgress Productions
OgreOgress Productions est un label discographique américain, anciennement basé à Grand Rapids, dans le Michigan,,,. Ce label produit des enregistrements d'œuvres rares ou inédites de compositeurs de musique classique, contemporaine et folklorique. Ce label contribue également à l'aide aux moines du Tibet. Il a produit des artistes comme Arnold Schönberg, John Cage, Morton Feldman et Alan Hovhaness.